# Ucciardone-Gefängnis

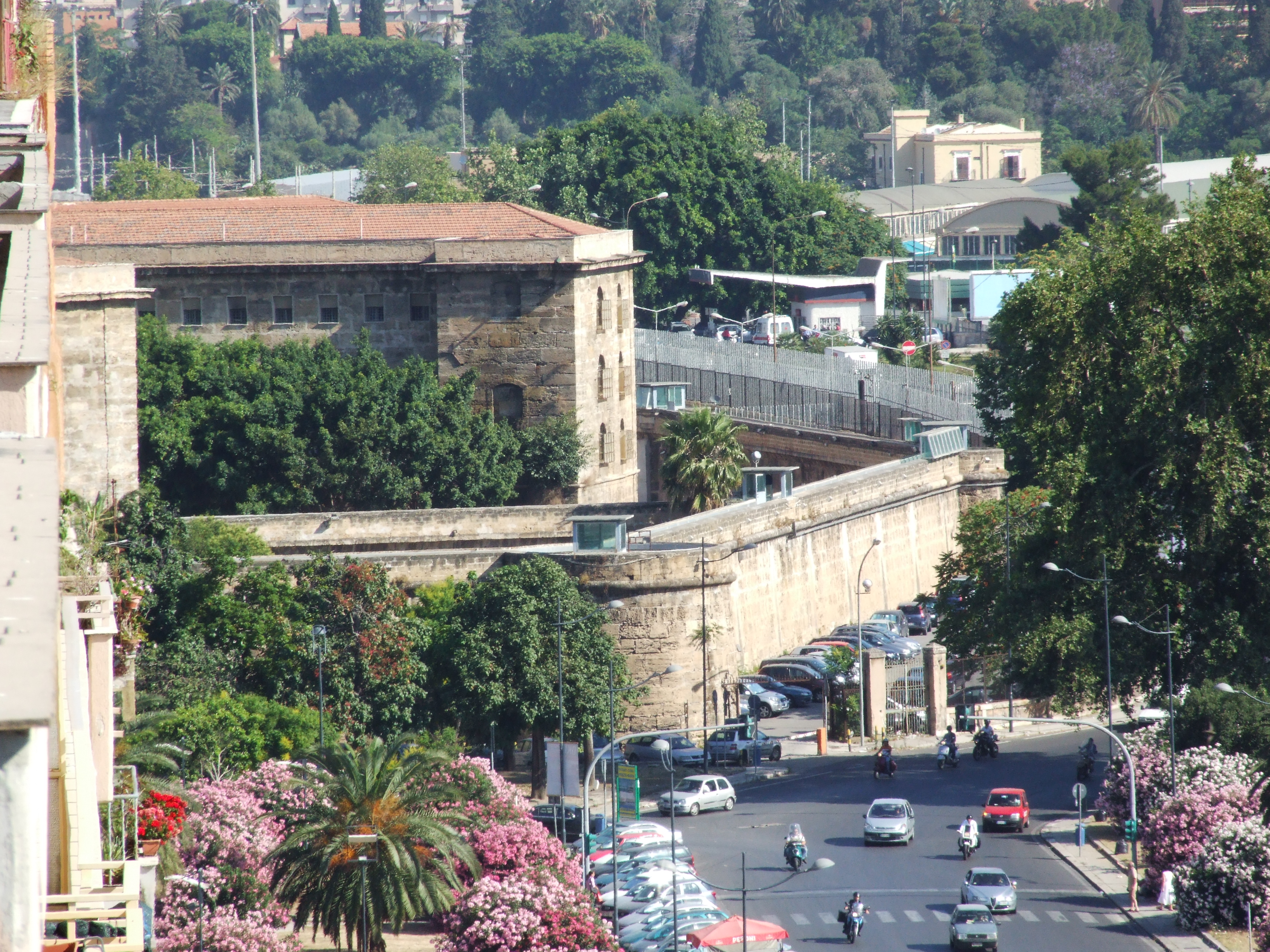
Gefängnis Ucciardone in der Hauptstadt Siziliens

Das Ucciardone-Gefängnis ist das zentrale und bekannteste Gefängnis der sizilianischen Hauptstadt Palermo. Es befindet sich am Hafen der Stadt an der Via Enrico Albanese 3.

## Geschichte
Das Ucciardone-Gefängnis wurde in den 1830er Jahren errichtet. Der Name stammt vom sizilianischen u ciarduni, das seinerseits auf das französische chardon und das lateinische carduus zurückgeht und Ringdisteln bedeutet. Diese Pflanzen sollen einst am Ort des Gefängnisses gezüchtet worden sein. Während des Faschismus wurde der „eiserne Präfekt“ Cesare Mori mit der Bekämpfung der Mafia beauftragt, weswegen man das Gefängnis seinerzeit auch Villa Mori nannte. 
In den ersten Jahrzehnten nach dem Zweiten Weltkrieg wurde der Kampf gegen die Mafia weniger entschieden geführt, wobei die inhaftierten Mafiosi ihre Geschäfte auch vom Gefängnis aus weitgehend unbehelligt fortsetzen konnten. Aus dieser Zeit stammt die Bezeichnung Grand Hotel dell’Ucciardone. Für den Maxi-Prozess der 1980er Jahre errichtete man zusätzliche Bauten aus Stahlbeton, darunter die sogenannte Aula Bunker. Derzeit gilt das Ucciardone-Gefängnis wegen der Überbelegung und des Bauzustandes als eines der schlimmsten Gefängnisse Italiens. Wiederholte Proteste von Inhaftierten und auch Politikern sowie Rügen der EU haben die italienische Regierung 2013 dazu bewogen, die Häftlingskapazität des Landes auszubauen.

## Prominente Inhaftierte
- Tommaso Buscetta, Mafiaboss und Kronzeuge
- Gaspare Mutolo, Mafiaboss und Kronzeuge

## Andere Inhaftierte
- Anis Amri
- Salvatore Riina

## Kulturelle Rezeption
Das 1864 uraufgeführte Lustspiel I mafiusi di la Vicaria handelt von im Ucciardone einsitzenden Häftlingen.